# Cyrillonas
Cyrillonas (en syriaque Qurilona) est un poète religieux de langue syriaque actif à la fin du IVe siècle.

## Identification
Son nom figure dans un manuscrit du VIe siècle (British Library, Add. 14 591) contenant une série de six hymnes (nom placé près des textes III et IV). Autrement, il est inconnu et on en est réduit aux conjectures. Le texte IV évoque l'invasion de l'Osroène par les Huns en 395/96. Comme la Chronique d'Édesse rapporte que 'Absamya, neveu d'Éphrem de Nisibe, composa des hymnes sur cette invasion, Gustav Bickell, le premier, a proposé d'identifier 'Absamya et Qurilona. Addaï Scher a suggéré plutôt Qioré (Kuros ?), successeur d'Éphrem à la tête de l'« École des Perses » à Édesse. Ces conjectures, très incertaines, s'appuient sur la proximité de cette poésie avec celle d'Éphrem.
Les poèmes sont des homélies versifiées (memré d-mušḥātā). En dehors de celui qui porte sur les calamités de l'an 396 (prolifération de sauterelles et invasion des Huns), les autres sont consacrés à l'institution de l'Eucharistie, au lavement des pieds des Apôtres, à l'annonce de la Passion dans l'évangile de saint Jean, à la conversion de Zachée, et au symbole du grain de blé.

## Citation
« Chaque jour des troubles, chaque jour de nouveaux malheurs rapportés, chaque jour de nouveaux coups, rien que des combats. L'Orient a été emmené en captivité, et les cités détruites sont désertes. L'Occident est puni, et ses villes sont occupées par des peuples qui ne Te connaissent pas. Morts sont les marchands, veuves les femmes, interrompus les sacrifices [...]. Le nord est menacé et plein de combats. Si Toi, Seigneur, Tu n'interviens pas, je serai encore détruit. Si les Huns me conquièrent, pourquoi, Seigneur, ai-je trouvé refuge auprès des saints martyrs ? Si leurs épées tuent mes fils, pourquoi ai-je embrassé Ta sublime croix ? Si Tu leur livres mes cités, où sera la gloire de Ta sainte Église ? Un an n'a pas passé depuis qu'ils sont venus, m'ont dévasté, ont emmené mes enfants en captivité, et maintenant, hélas ! ils menacent encore d'humilier notre pays. Le sud est également puni par les hordes cruelles, le sud plein de miracles, Ta conception, naissance, crucifixion, toujours enchanté par tes pas [...]. »

## Éditions
- Gustav Bickell (éd.), Ausgewählte Gedichte der syrischen Kirchenväter Cyrillonas, Baläus, Isaak von Antiochen und Jakob von Sarug, Kempten, Joseph Kösel, 1872.
- Gustav Bickell (éd.), « Die Gedichte des Cyrillonas nebst einigen anderen syrischen Inedits », Zeitschrift der Deutschen Morgenländischen Gesellschaft, vol. 27, 1873, p. 566-625.
- Gustav Bickell (éd.), « Berichtigungen zu Cyrillonas », Zeitschrift der Deutschen Morgenländischen Gesellschaft, vol. 35, 1881, p. 531-532.
- François Graffin (éd.), « Deux poèmes de Cyrillonas : Le lavement des pieds. Le discours après la Cène », L'Orient syrien, vol. 10, 1965, p. 307-330.
- Dominique Cerbelaud OP (trad.), Cyrillonas. L'Agneau véritable. Hymnes, cantiques et homélies (traduction française), Chevetogne, Éditions de Chevetogne, 1984.